# Зимник

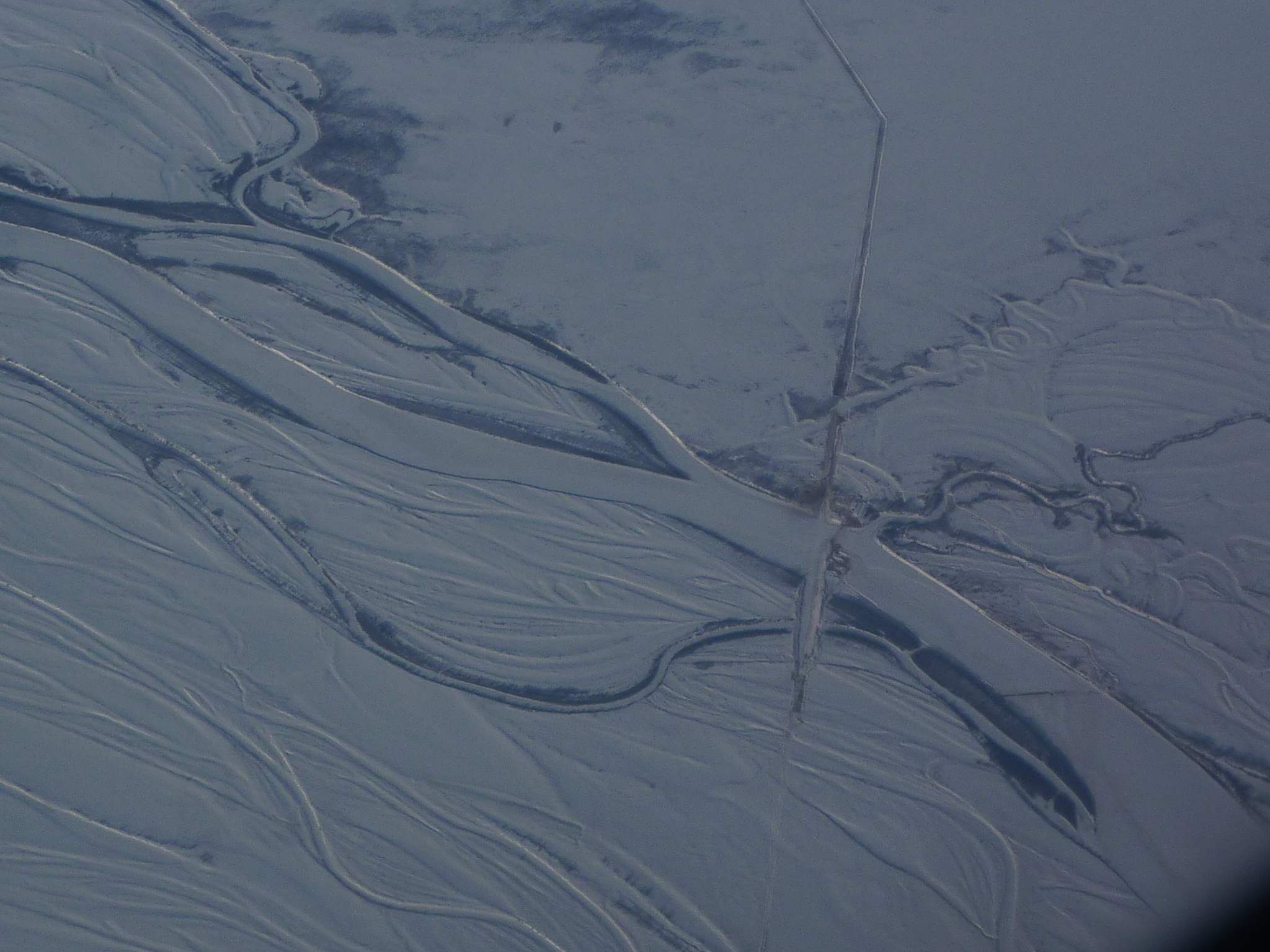
Льодова переправа через протоку Амуру. (приблизно за 40 км нижче Хабаровська)

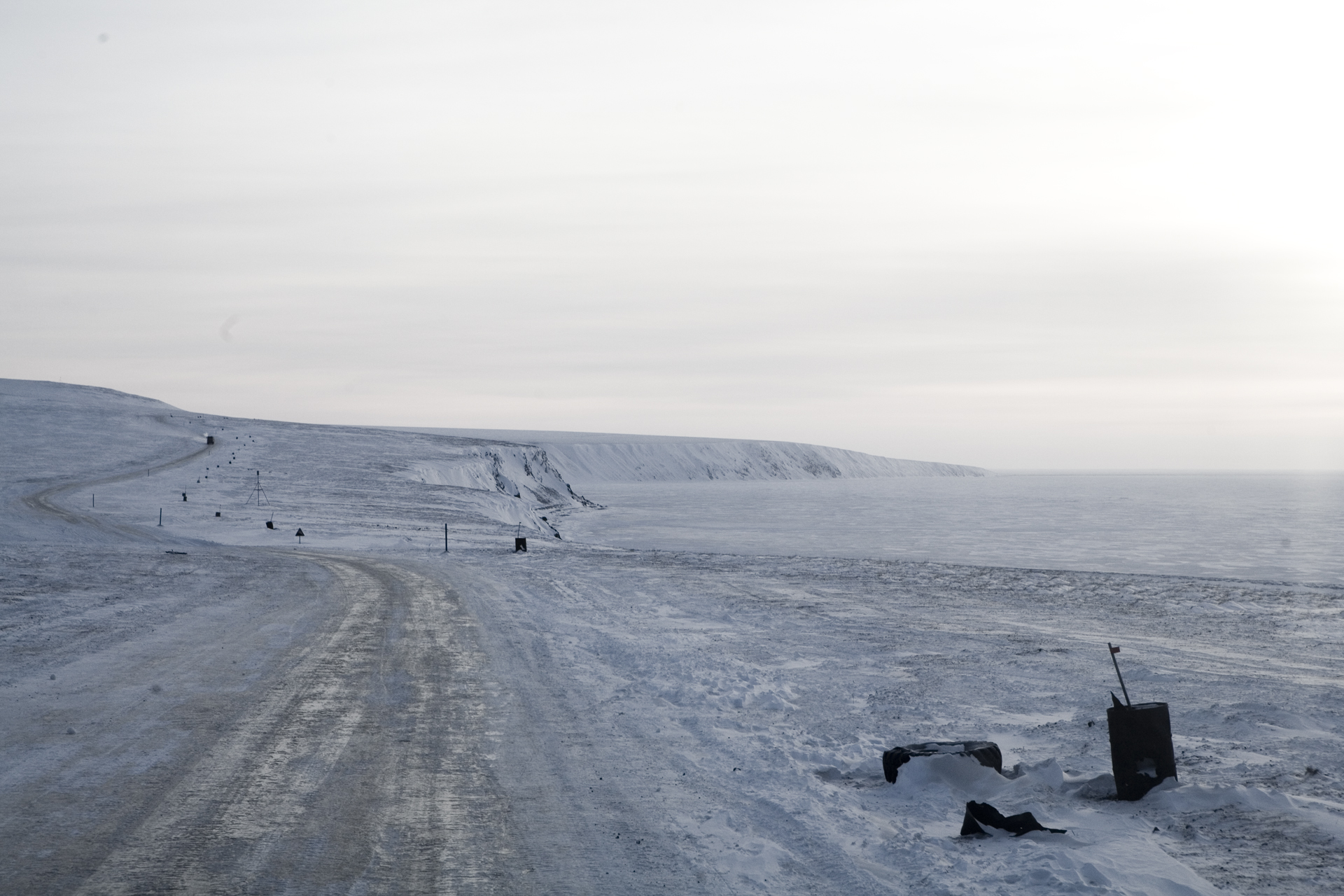
Автозимник Певек-Купол

Зи́мник — автомобільна дорога, експлуатація якої можлива тільки в зимових умовах, за мінусової температури, оскільки за додатніх температур дорога може являти собою заболочену місцевість, воду, неущільнені ґрунти. Для створення зимника сніг ущільнюють і розгрібають грейдерами, на річках наморожують льодові переправи. Зимник може також проходити безпосередньо по замерзлому льоду річок та озер. Зимники існують в Естонії, Канаді, Норвегії, Росії, США, Фінляндії, Швеції та Антарктиці. Часто зимники використовуються для доставки вантажів і устаткування на нафто- і газопромисли, а особливо часто — для вивезення важкого і важкодоступного лісу, створюючи сезонний ритм життя та роботи в окремих місцевостях.

## Класифікація
Автомобільні зимники класифікуються за декількома категоріями.
1. За розташуванням на місцевості: сухопутні, льодові (по руслах річок і водойм), крижані переправи (через водотоки на сухопутних автозимниках та автомобільних дорогах постійної дії).
2. За тривалістю використання сезону:
  - Звичайні (влаштовуються тільки в період мінусових температур);
  - З подовженим терміном експлуатації (можливий проїзд протягом зимового і частини (або всього) літнього періодів року).
3. За тривалістю експлуатації:
  - Регулярні (поновлюються щорічно по одній і тій самій трасі);
  - Тимчасові (використовуються протягом одного або двох зимових сезонів);
  - Разового користування (для одноразового пропуску колон автомобілів).

## Нормативи
Згідно з затвердженими нормами, зимники повинні мати дві смуги з шириною не менш ніж три метри кожна. У місцях зі складними умовами рельєфу допускається одна смуга руху завширшки 4,5 м, при цьому влаштовуються роз'їзди завдовжки не менш ніж 50 м і завширшки не менш ніж 8 м. Відстань між роз'їздами встановлюються в гірській місцевості в межах видимості зустрічного автомобіля, а на рівнинній місцевості — через кожні 500 м.
На зимниках з великою інтенсивністю руху, що прокладаються по льоду великих річок, озер та морів, між смугами руху влаштовується нерозчищена від снігу розділювальна смуга.
Максимальна швидкість руху обмежена до 70 км/год.

## Будівництво та утримання
Зимники влаштовується в разі досягнення товщини снігу 10 см, тоді він ущільнюється шляховою технікою. Укочування товстих (25 см і більше) шарів сніжного покриву важке, тому сніг попередньо розпушують і перемішують ребристими металевими котками, навішують на трактор, після чого застосовуються термовібраційні снігоущільнювальні машини.

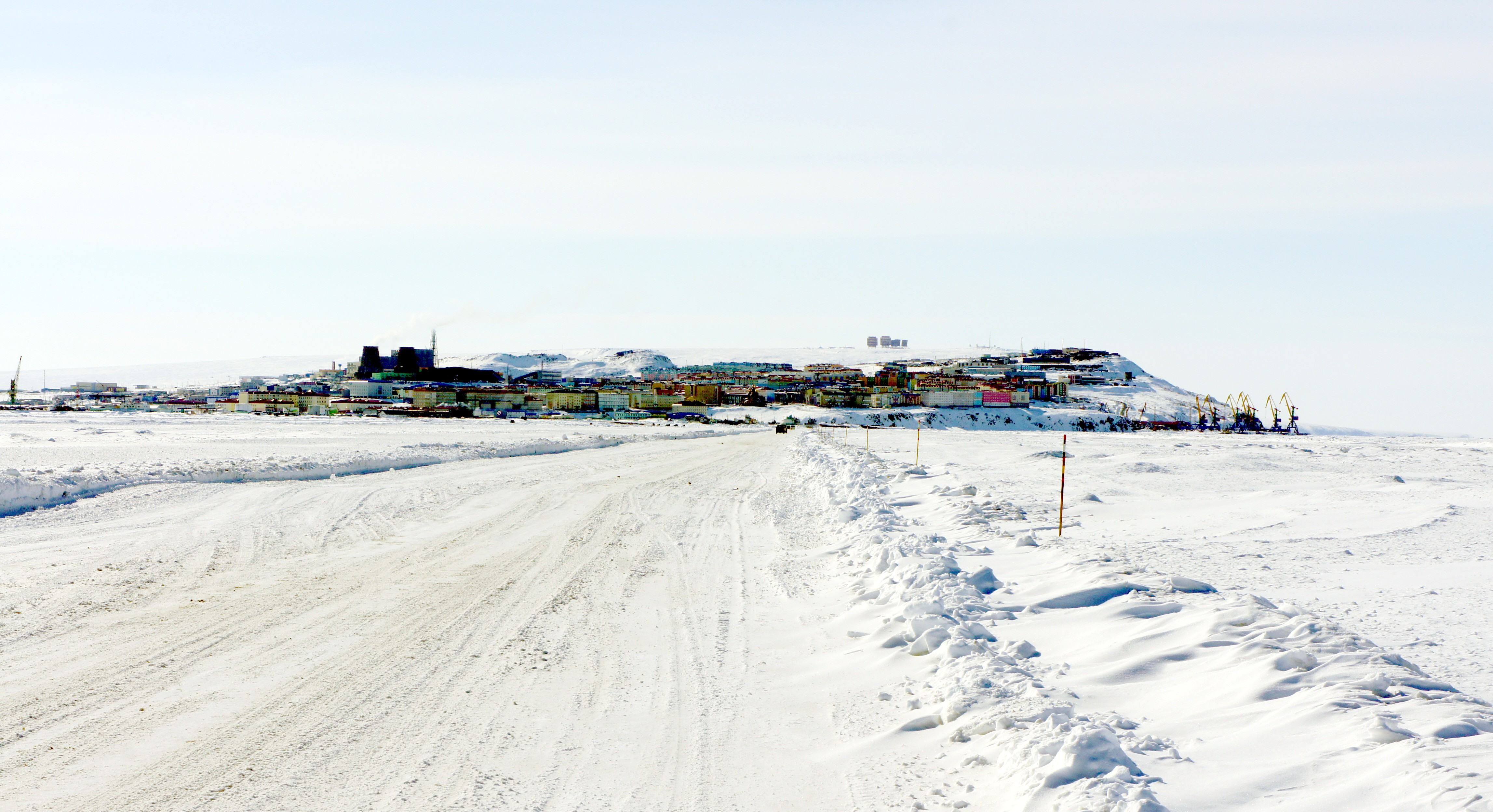
Льодова дорога через Анадирський лиман

Зимник із подовженим терміном експлуатації на весняно-літній період влаштовується на мерзлій основі (зі збереженням мохового покриву) з використанням теплоізолюючого полотна із суміші снігу з льодом або мохом, торфом, тирсою. Як додаткова теплоізоляція для запобігання відтавання основи останнім часом стали застосовуватися штучні матеріали (пінополістирол, пінополіуретан тощо).
На льодових переправах залежно від кліматичних умов або для більш раннього початку експлуатації передбачається підсилення крижаного покриву методом наморожування льоду з пошаровим використанням дерев'яних настилів.
Автозимники позначаються вішками по обидві сторони дороги через кожні 50-100 м на прямих ділянках та через 20-30 м — на кривих, що орієнтують водія в умовах зниженої видимості.
На льодових переправах додатково встановлюються дорожні знаки, що визначають вантажопідйомність переправи та умови її експлуатації (години роботи, швидкість руху автомобілів та дистанція між ними).
Для забезпечення безпечної експлуатації кожні 40-50 км організовуються лінійні дорожні пункти (з будинками для короткочасного відпочинку водіїв і пасажирів), кожні 150 км — дорожньо-ремонтні ділянки.
У весняний період рух по зимовій дорозі доцільно вночі (як у найхолодніший час доби), а ремонт проїжджої частини — вдень .

## Зимники у різних країнах

### Естонія

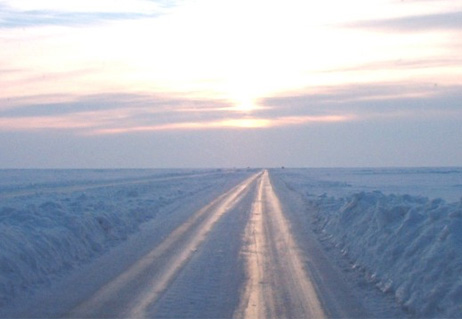
Зимник між материковою Естонією та Гіюмаа у 2003 році

Естонська дорожня адміністрація відповідає за управління льодовими дорогами взимку. Льодову дорогу можна відкрити, якщо товщина льоду становить щонайменше 22 см по всьому маршруту. Протягом багатьох років відкривається льодовий шлях до острова Піріссаар на Чудсько-Псковському озері, хоча більш холодні зими дозволяють відкривати офіційні льодові дороги на Балтійському морі між материковою Естонією та островами Гіюмаа, Вормсі, Муху та Кіхну, між островами Сааремаа і Гіюмаа, також між Хаапсалу та Ноароотсі. З 2011 року найдовшою льодовою дорогою в Європі є маршрут протяжністю 26,5 км між Рогуклою на континенті та Гелтермаа на острові Гіюмаа.
Обмеження для дорожнього руху на льоду включають:
- Обмеження ваги в залежності від умов, переважно від 2 т до 2,5 т.
- Транспортні засоби повинні бути не менше 250 м один від одного.
- Рекомендована швидкість руху менше 25 км/г або 40-70 км/г Рекомендується уникати діапазону між 25 і 40 км/год. через небезпеку створення резонансу в шарі льоду (швидкість руху автомобіля і швидкість хвилі води майже однакові, що призводить до великих хвиль під льодом, що розбивають лід).
- Ремені безпеки не повинні бути закріплені, а двері повинні легко відкриватися на випадок затоплення, якщо лід розбивається.
- Автомобіль не повинен зупинятися.
- Автомобілям дозволяється виїздити на дорогу з інтервалом у 3 хвилини.
- Льодові дороги можна використовувати тільки у світлу пору доби.

Дороги:
- Віртсу — Куйвасту (між материком і островом Муху) — 9,0 км
- Рогукюла — Гелтермаа (між материком і островом Гіюмаа) — 26,5 км
- Рогукюла — Свібю (між материком та островом Вормсі) — 10,2 км
- Тяркма — Тріігі (між островами Гіюмаа і Сааремаа) — 14,5 км
- Хаапсалу — Ноароотсі — 3,2 км
- Лао — Кіхну (між материком та Кіхну) — 13,0 км

### Канада

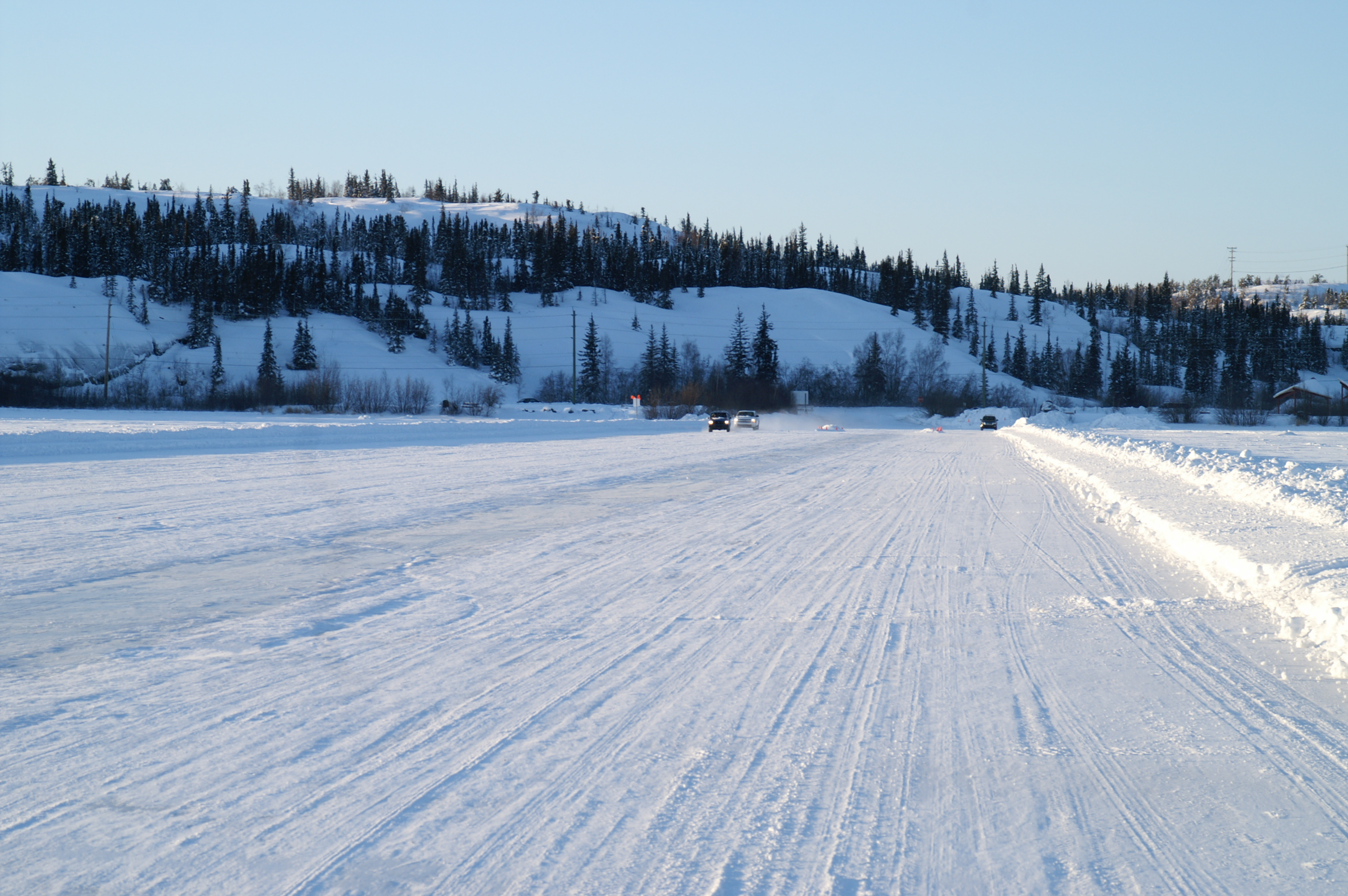
Зимник на Великому Невільничому озері

Одні з перших льодових доріг в історії були побудовані в 1930-х роках на півночі Канади. Зимники та льодові дороги Канади знаходяться переважно у північних районах деяких провінцій, а також на малонаселених північних територіях Юкону, Північно-західних територій та Нунавуту. У місті Нунавут, хоча в межах території існує безліч постійних доріг, дорога, що з'єднує Нунавут з озером Тіббіт на Північно-Західних територіях, утворює єдиний шлях доступу до території інших частин дорожньої мережі Північної Америки.
Зимові дороги на Північно-Західних територіях, зокрема Зимова дорога Туктойяктук, пов'язують різні ізольовані громади та майданчики для видобутку корисних копалин з мережею автомагістралей основних територій.
Зимові дороги також можуть бути влаштовані в малонаселених північних областях деяких канадських провінцій. Більшість громад на північ від річки Олбані, Онтаріо, обслуговуються зимовими дорогами. Більшість цих доріг у Північно-Західному Онтаріо пов'язані з Ресурс-Трейл Північного Онтаріо, постійною гравійною дорогою, що забезпечує цілорічну доступ до шосе. У Північно-східному Онтаріо деякі громади пов'язані з Мусоні, містом, яке має доступ до залізничного транспорту, але не має доступу до доріг на південь.

### Китай
Транспортні зв'язки між Росією та Китаєм значною мірою покладаються на зимники, які з'єднують китайські та російські міста через кордон. Оскільки взимку температура на китайсько-російському кордоні має середні мінімуми січня -20 та -25 ° С, прикордонні річки, такі як Амур та Уссурі замерзають наприкінці жовтня — на початку листопада. Російська та китайська прикордонна торгівля залежать від льодових доріг. відомими прикладами є льодова дорога, що зв'язує китайське місто Хейхе та російське місто Благовєщенськ, а також льодовий шлях, що зв'язує Суїфенхе в Китаї та Пограничний в Росії.

### Норвегія
Через річку Танаельва зазвичай діють дві льодові дороги з грудня по квітень. На цих дорогах встановлено обмеження ваги 2 т. Є також численні льодові дороги через замерзлі річки в інших місцях Норвегії.

### Росія
У Росії зимники та льодові дороги широко поширені в Сибіру та районах Крайньої Півночі Росії, у болотистих регіонах, у районах, де відсутні мости через численні струмки та річки, та в інших важкодоступних умовах.
Протягом зими по річці Лена прокладена льодова дорога на сотні кілометрів. Між Росією та Китаєм через річку Амур є кілька пунктів перетину кордону. Вони є льодовими дорогами взимку, а поромними переправами — влітку.

### США
У континентальній частині Сполучених Штатів Америки на озері Верхнє розташована крижана дорога, яка з'єднує місто Бейфілд, штат Вісконсин, на материку з Ла Поінт, штат Вісконсин на острові Мадлен. Довжина дороги становить близько 2 милі (3,2 км) і використовується протягом декількох тижнів у році як заміна літнього поромного сполучення. Коли лід занадто тонкий, щоб дозволити будівництво дороги, для перевезення школярів з острова в материковий район і з материка використовується судно на повітряній подушці.
У протоці Макінак озера Мічиган сезонні льодові дороги також з'єднують острів Макінак та острів Бой Блан з материком.
У затоці Прадхо-Бей на Алясці є льодовий шлях над Північним Льодовитим океаном довжиною 25 миль (40 км) з максимальною швидкістю 10 миль/г (16 км/г). Взимку цей шлях використовується протягом декількох місяців для обслуговування нафтового родовища в океані.
Ще один зимник на Алясці — це льодовий шлях з бухти Прадхо-Бей, Аляска — Пойнт Томсон, штат Аляска. Льодова дорога довжиною 68 миль (109 км) знаходиться на морі Бофорта, ця льодова дорога в основному використовується для доставки вантажів, щоб обслуговувати район Пойнт Томсон.
Існує сезонна льодова дорога, споруджена від нафтового родовища Купарук до нафтового родовища Альпіне. Ця дорога також з'єднується з селищем Нуіксут, на березі річки Колвілл. Ця дорога має довжину 31 миля (50 км) і обслугоаує нафтове родовище Альпіне.

### Фінляндія
Фінське Транспортне агентство підтримує деякі льодові дороги протягом зими. Коли вони відкриті, ці дороги вважаються дорогами загального користування. Найдовша дорога протяжістю 7 км перетинає озеро Пієлінен. Товщина криги повинна бути не менше 40 см.
Для цих доріг застосовуються такі обмеження:
- Ліміт ваги 3 т (може бути підвищений, якщо лід досить товстий)
- Максимальна швидкість 50 км/г
- Мінімальна відстань 50 м між автомобілями, що рухаються в одному напрямку
- Обгін заборонений.
- Зупинка заборонена.

Незважаючи на те, що не дозволяється зупинятися на цих льодових дорогах, існує звичка з'їхати з дороги, запаркувати машину і піти на риболовлю. Окрім того, деякі з котеджів також доступні взимку льодом без будь-яких фактичних льодових доріг.

### Швеція
У північній частині Швеції є багато льодових доріг. Вони зазвичай створюються, коли товщина льоду перевищує 20 см. Більшістю з цих доріг керує Транспортна адміністрація Швеції, але існують і приватні льодові дороги.
Обмеження для дорожнього руху на льодах звичайно включають:
- Максимальна швидкість 30 км/г.
- Заборонено зупинятися або стояти на льоду.
- Мінімальна відстань 50 м між транспортними засобами.
- Обмеження щодо осі, коліс і вагової маси.

Найдовша льодова дорога в Швеції має довжину 15 км, знаходиться у архіпелазі Лулео, Ботнічна бухта, у північній частині Ботнічної затоки. Вона починається в порту Хіндерстесталларна і з'єднує острови Хіндерсен, Стор-Брендн і Ланген з материком. Дороги в Лулео зазвичай відкриті з січня по квітень і мають обмеження ваги на 2-4 т. На озері Стуршерн є декілька льодових доріг. Дороги зазвичай відкриті з січня по квітень і мають обмеження ваги на 2-4 т.
Південна льодова дорога в Швеції знаходиться на озері Єльмарен на острови Віньон. Через поганий лід ця дорога відкривається не кожен сезон.

## Рекорди
- Найвідомішим зимником є Дорога життя, під час блокади Ленінграда, що була єдиним шляхом, який з'єднував обложене місто з Великою Землею.
- Найдовший у світі льодовий автозимник (і найпівнічніший у Росії), прокладений по замерзлому морю, з'єднує Певек з важкодоступним селом Айон; його протяжність становить 120 км.[2]